# Dawność
Dawność – zbiorcza nazwa dla instytucji prawa cywilnego polegających na utracie, osłabieniu bądź nabyciu prawa wskutek
1. upływu czasu i
2. zaniechania osoby uprawnionej.

Na dawność w aktualnym polskim prawie składają się: 
- przedawnienie,
- prekluzja,
- zasiedzenie,
- przemilczenie.

Przedawnienie i prekluzja wiążą się odpowiednio z osłabieniem i wygaśnięciem prawa. Przemilczenie i zasiedzenie powodują nabycie własności i niektórych innych praw rzeczowych w następstwie upływu czasu.
Instytucja dawności pojawiła się, już rozbudowana, w statutach Kazimierza Wielkiego. Najczęstszy termin to 3 lata (lub 3 lata i 3 miesiące). Prawo mazowieckie i praktyka koronna ustaliły termin do żądania skupu z tytułu prawa bliższości na 1 rok i 6 tygodni. W XV wieku skrócono go do 6 tygodni.